# Коломийчиська сільська територіальна громада
Коломийчиська сільська територіальна громада — територіальна громада в Україні, у Сватівському районі Луганської області. Адміністративний центр — село Коломийчиха. Чисельність населення станом на 1 січня 2021 рік — 2912.

## Історія
Утворена 2 серпня 2018 року шляхом об'єднання Коломийчиської та Райгородської сільських рад Сватівського району.
Переутворена 17 липня 2020 року згідно з Постановою № 807-IX «Про утворення та ліквідацію районів».

## Населені пункти
У складі громади: села — Андріївка, Володимирівка, Джерельне, Кармазинівка, Ковалівка, Коломийчиха, Кривошиївка, Куземівка, М'ясожарівка, Надія, Нежурине, Новоєгорівка, Новоєгорівка, Паталахівка, Підкуйчанськ, Попівка, Райгородка, Сергіївка, Стельмахівка, Сторожівка та селище Новоселівське.